# Afton (New York)
Afton is een plaats (town, maar ook een village met die naam) in de Amerikaanse staat New York, en valt bestuurlijk gezien onder Chenango County.

## Demografie
Bij de volkstelling in 2000 werd het aantal inwoners vastgesteld op 2977.
In 2006 is het aantal inwoners door het United States Census Bureau geschat op 829, een daling van 7 (-0,8%).

## Geografie
Afton ligt op ongeveer 316 m boven zeeniveau.

## Plaatsen in de nabije omgeving
De onderstaande figuur toont nabijgelegen plaatsen in een straal van 20 km rond Afton.